# Peel Sessions (The Smashing Pumpkins)
Peel Sessions è un EP del gruppo alternative rock statunitense The Smashing Pumpkins, pubblicato nel 1992.

## Tracce
1. Siva - 4:53
2. Girl Named Sandoz - 3:38
3. Smiley - 3:31

## Formazione
- Billy Corgan – voce, chitarra
- Jimmy Chamberlin – batteria
- James Iha – chitarra, voce
- D'arcy Wretzky – basso